# Dryadosaura nordestina
Dryadosaura nordestina là một loài thằn lằn trong họ Gymnophthalmidae. Loài này được Rodrigues, Xavier Freire, Machado Pellegrino & Sites mô tả khoa học đầu tiên năm 2005.